# Tymczasowa Konstytucja Skonfederowanych Stanów Ameryki

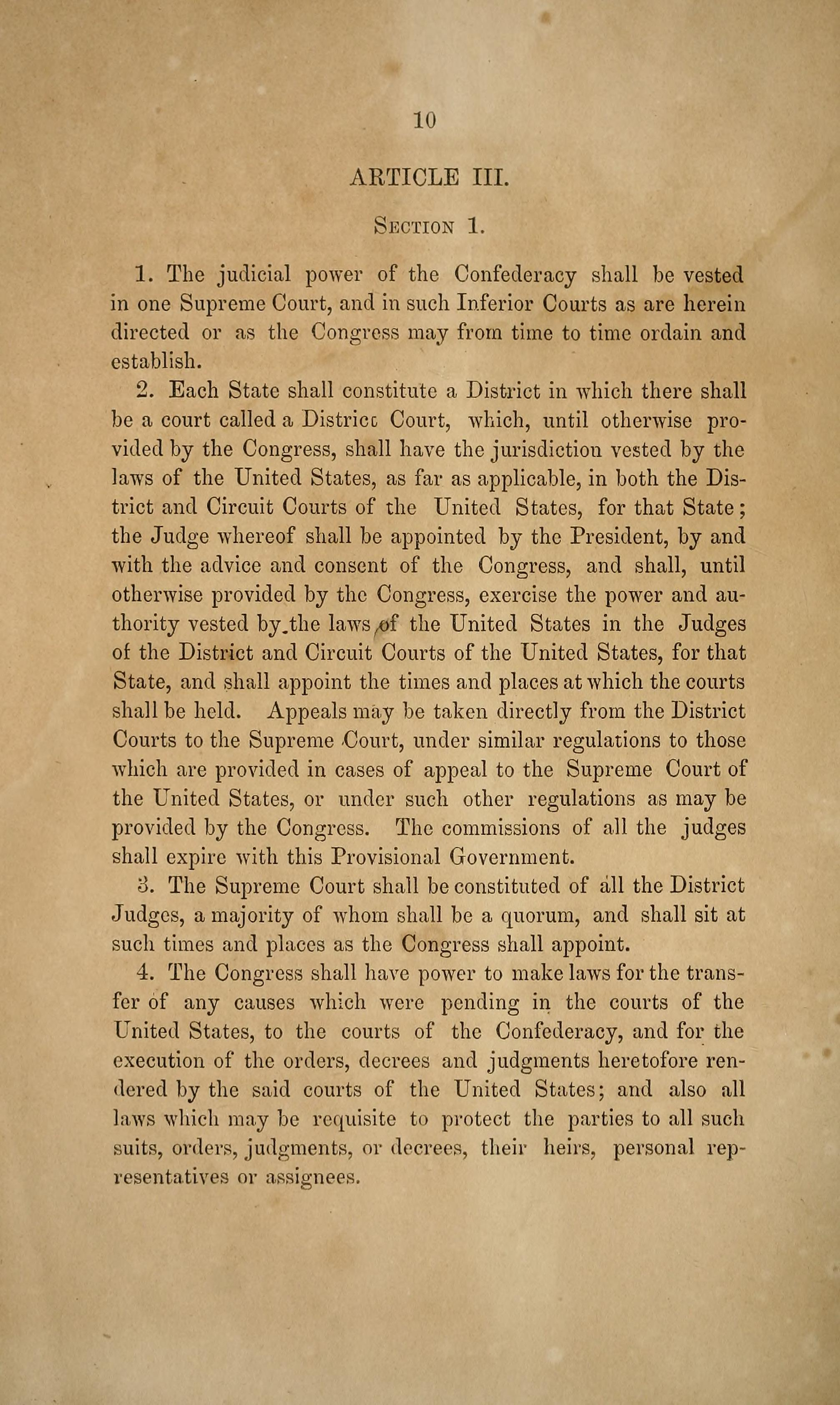
Artykuł III Konstytucji

Tymczasowa Konstytucja Skonfederowanych Stanów Ameryki (ang. Provisional Constitution of the Confederate States, pełna nazwa Constitution for the Provisional Government of the Confederate States of America) – konstytucja Skonfederowanych Stanach Ameryki (CSA) obowiązująca przejściowo od 8 lutego 1861 do wejścia w życie Konstytucji Skonfederowanych Stanów Ameryki, co nastąpiło 22 lutego 1862.
Uchwalona w Montgomery na konwencji siedmiu stanów, które wystąpiły z USA:  Karolina Południowa, Georgia, Floryda, Alabama, Missisipi i Luizjana.
Liczyła 6 artykułów.